# Lydus
Lydus is een geslacht van kevers uit de familie oliekevers (Meloidae).
Het geslacht is voor het eerst wetenschappelijk beschreven in 1821 door Dejean.

## Soorten
Het geslacht omvat de volgende soorten:
- Lydus algiricus (Linnaeus, 1758)
- Lydus europaeus Escherich, 1896
- Lydus gibbiger Escherich, 1896
- Lydus humeralis (Gyllenhal, 1817)
- Lydus marginatus (Fabricius, 1792)
- Lydus pilicollis Fairmaire, 1892
- Lydus praeustus L. Redtenbacher, 1850
- Lydus quadrimaculatus (Tauscher, 1812)
- Lydus sanguinipennis Chevrolat, 1840
- Lydus tarsalis Abeille de Perrin, 1880
- Lydus tenuicollis Reitter, 1905
- Lydus tenuitarsis Abeille de Perrin, 1880
- Lydus trimaculatus (Fabricius, 1775)
- Lydus turcicus Kaszab, 1952
- Lydus unicolor Reitter, 1887